# Hohokam

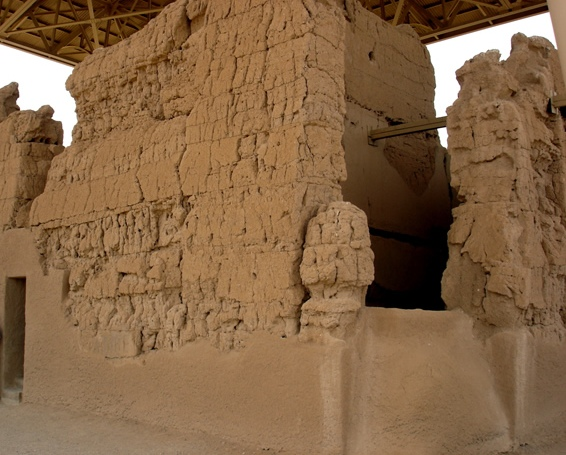
Foto della Casa Grande presso il Casa Grande Ruins National Monument.

Hohokam è una delle quattro maggiori tradizioni archeologiche preistoriche di quello che è oggi il Sudovest degli Stati Uniti. Le varianti ortografiche nell'uso attuale, ufficiale comprendono Hobokam, Huhugam e Huhukam. La differenziazione di questa cultura dalle altre della regione avvenne negli anni trenta ad opera dell'archeologo Harold S. Gladwin, che applicò un termine esistente nella lingua o'odham per classificare i resti che stava portando alla luce nella Valle Inferiore del Gila. Secondo il sito web del Servizio dei parchi nazionali degli Stati Uniti, hohokam è una parola pima (o'odham) usata dagli archeologi per identificare un gruppo di persone che vissero nel Deserto di Sonora del Nord America.
Secondo tradizioni orali locali, gli Hohokam potrebbero essere gli antenati dei popoli storici Akimel O'odham e Tohono O'odham dell'Arizona meridionale. Studi recenti tra i Sobaipuri, antichi antenati dei moderni Pima, indicano che gruppi di Pima erano presenti in questa regione alla fine della sequenza hohokam.

## Panoramica

Una cartina che mostra l'estensione della cultura hohokam, sia centrale che periferica, in relazione alle culture anasazi e mogollon.

Il termine hohokam, preso a prestito dall'Akimel O'odham, si usa per definire una cultura archeologica esistita dall'inizio dell'era attuale fino a circa la metà del XV secolo. In base alle ricostruzioni teoriche, questa cultura era incentrata sul bacino mediano del Gila River e su quello inferiore del Salt River, in quello che è conosciuto come bacino di Phoenix. Questa zona è chiamata area hohokam centrale, in contrapposizione alle periferie hohokam, con cui si indicano le regioni adiacenti in cui si estendeva la cultura hohokam. Collettivamente, il centro e la periferia formavano il cosiddetto sistema regionale hohokam, che occupava la parte settentrionale o superiore del Deserto di Sonora nell'attuale Arizona. In un contesto più ampio, l'area della cultura hohokam si trovava in una posizione centrale compresa tra la cultura patayan, situata lungo il Colorado inferiore e nella California meridionale; la cultura trincheras della Sonora (Messico); la cultura mogollon, collocata nell'Arizona orientale, nel Nuovo Messico sudoccidentale e nel Chihuahua nordoccidentale (Messico); nonché la cultura anasazi nell'Arizona settentrionale, nel Nuovo Messico settentrionale, nel Colorado sudoccidentale e nello Utah meridionale.
Sembra che gli Hohokam, nelle loro varie attività agricole, abbiano sempre utilizzato un assortimento di semplici canali combinati con sbarramenti. Tuttavia, fra il VII ed il XIV secolo essi costruirono e mantennero anche estese reti di irrigazione lungo il Salt River inferiore ed il Gila River mediano, che rivaleggiavano per complessità con quelli utilizzati nell'antichità nel Vicino Oriente, in Egitto ed in Cina. Questi canali erano costruiti usando attrezzi di scavo relativamente semplici, senza il beneficio delle moderne tecnologie di ingegneria avanzata. Oltre settant'anni di ricerche archeologiche hanno rivelato che gli Hohokam coltivavano varietà di cotone, tabacco, mais, fagioli e zucchine, nonché raccoglievano un vasto assortimento di piante selvatiche. Nell'ultima fase della loro sequenza cronologica, gli Hohokam utilizzavano anche estesi sistemi di agricoltura arida, principalmente per coltivare agave. Il loro affidamento su strategie agricole basate sull'irrigazione dei canali, vitale nell'ambiente desertico e nel clima arido tutt'altro che ospitali, fornì la base per l'aggregazione delle popolazioni rurali in centri urbani stabili.
Nel complesso, i villaggi e gli insediamenti minori hohokam possono essere ricondotti nell'ambito della tradizione delle rancherias: si tratta di agglomerati normalmente posti in prossimità di sorgenti d'acqua e di terreni arabili, identificati da nuclei di aree residenziali composte da gruppi separati di abitazioni e strutture di servizio, combinate con aree di utilità extramurarie. Molte caratteristiche della primitiva architettura domestica hohokam, in particolare le grandi case a fossa (pithouses) quadrate o rettangolari, sembrano essere state tramandate relativamente intatte, a partire dai primi esempi del Periodo Formativo sviluppati per la prima volta nel bacino di Tucson. Tuttavia, verso il VII secolo d.C., emerse una distinta tradizione architettonica hohokam. Così, lungo tutto il periodo hohokam le strutture residenziali individuali erano normalmente scavate approssimativamente 40 cm sotto il livello del suolo, con pavimenti intonacati o in terra battuta che coprivano tra i 12 e i 35 m2, e mostravano un focolare circolare rivestito di argilla a forma di scodella, situato vicino all'ingresso delle mura.
Le pratiche di sepoltura degli Hohokam subirono mutamenti nel tempo. Inizialmente, il principale metodo impiegato era l'inumazione in posizione piegata, simile alla tradizione usata dalla cultura mogollon meridionale, localizzata immediatamente ad est. Nel tardo Periodo Formativo e nel Periodo Preclassico gli Hohokam cremavano i loro morti, ancora una volta in modo sorprendentemente simile alle tradizioni documentate tra la cultura patayan storica, situata ad ovest lungo il fiume Colorado inferiore. Pur con alcune differenze nei dettagli della pratica, la tradizione della cremazione hohokam rimase dominante, fino a circa il 1300 d.C. In quest'epoca fu rapidamente adottata l'inumazione in posizione distesa, simile a quella usata dalla tradizione salado a nord e a nordest. Interessante è anche il fatto che molti dei dettagli dei modelli di sepoltura della tarda cultura hohokam fossero molto simili alla tradizione utilizzata dalle civiltà storiche dei Tohono e degli Akimel O'odham.

## La tradizione della ceramica hohokam
La tradizione della ceramica hohokam ha dato vita a produzioni distinte di oggetti semplici (cioè non lavorati), rossi e decorati. In generale, le terrecotte hohokam erano fatte di una piccola base di argilla fine collegata ad una serie di spirali, che venivano assottigliate e modellate usando la tecnica della spatola e dell'incudine. I pezzi semplici e quelli rossi erano temperati principalmente con una varietà di materiali tra i quali schisto micaceo, di fillade o dello Squaw Peak, come pure granito, quarzo, quarzite e sabbie arcosiche. Analiticamente, basandosi sul tipo di tempera usata, questi prodotti sono classificati secondo la collocazione geografica della loro manifattura, e sono indicati come oggetti semplici e rossi di Gila (bacino del Gila River), di Wingfield (bacino di Agua Fria, la Periferia Settentrionale, o Area del Verde inferiore), di Squaw Peak (area metropolitana di Phoenix a nord del Salt River), di South Mountain (area metropolitana di Phoenix Metro a sud del Salt River), o di Salt (bacini dei fiumi Salt o Verde). Le superfici dei pezzi hohokam semplici erano levigate fino ad un certo punto e molte erano lucidate: dopo che i vasi erano cotti sul fuoco prendevano un colore che variava dal marrone chiaro o scuro, dal grigio, all'arancione. In un momento successivo le parti interne delle scodelle furono rese lisce con un materiale carbonioso nero. I pezzi hohokam rossi erano a loro volta resi lisci usando un pigmento a base di ferro, che diventava rosso dopo che il vaso era cotto nel fuoco.
La manifattura della ceramica hohokam decorata era simile a quella degli oggetti semplici. Tuttavia, le argille tendevano ad essere di una qualità più fine ed erano temperate con caliche e quantità limitate di schisto micaceo macinato molto finemente e piccole particelle di materia vegetale.

## La sequenza cronologica hohokam
Questa sezione fornisce una breve descrizione della sequenza cronologica hohokam (SCH) e dei metodi utilizzati per stabilirne il riferimento temporale. Occorre sottolineare che la SCH è una ricostruzione archeologica, frutto essenzialmente di un'ipotesi di storia culturale che tenta di fornire una cornice interpretativa ad una serie di importanti mutamenti culturali. La sequenza, basata sullo schema periodo/fase, presenta quindi inevitabilmente un certo grado di arbitrarietà, ed infatti sono state proposte molteplici varianti teoriche, che hanno creato notevole confusione. Qui verranno illustrate solo le due versioni principali, denominate rispettivamente schema gladwiniano e schema dell'orizzonte culturale. Quest'ultimo è un adattamento dello schema cronologico usato per la cultura mesoamericana, applicato per evitare la distorsione interpretativa insita nello schema gladwiniano (cioè la tripartizione nei periodi pionieristico, coloniale e sedentario).
È importante ricordare che la SCH si applica solo all'area hohokam centrale, che è il bacino dei fiumi Gila-Salt associato a Phoenix, contrapposto alle cosiddette periferie hohokam. Queste ultime sono regioni localizzate al di fuori dell'area centrale, all'interno delle quali sono mantenute le denominazioni dei periodi fondamentali, tuttavia sono spesso utilizzate fasi locali per evidenziare differenze significative. La causa di queste differenze e l'ampiezza della varietà culturale all'interno della cultura hohokam saranno trattate più avanti, sebbene in qualche misura esse siano il prodotto dell'influenza esercitata sulle varie comunità dai loro vicini anasazi e mogollon.

### Periodo pionieristico/formativo (1-750 d.C.)
Vivendo come semplici agricoltori dediti alla coltivazione di grano e fagioli, questi primi Hohokam fondarono una serie di piccoli villaggi lungo il Gila River mediano. Le comunità erano ubicate vicino a buoni terreni coltivabili, praticando comunemente l'aridocoltura negli anni anteriori di questo periodo. Per gIi approvvigionamenti domestici di acqua erano scavati pozzi, di solito profondi meno di 10 metri. Le prime case hohokam erano costruite con rami piegati in forma semicircolare e poi coperti con ramoscelli, canne ed uno spesso strato di fango nonché con altri materiali a disposizione.
Le coltivazioni, l'abilità agricola ed il livello culturale si accrebbero fra il 300 ed il 500 d.C., quando gli Hohokam acquisirono un nuovo gruppo di piante coltivate, presumibilmente attraverso il commercio con popoli nell'area del moderno Messico. Queste nuove acquisizioni includevano cotone, fagioli tepari, lima e jack beans, zucca mista e bitorzoluta e piante da mangime. L'ingegneria migliorò l'accesso all'acqua dei fiumi e furono scavati canali per l'irrigazione. Le prove dell'esistenza di reti di scambio comprendono turchese, conchiglie dal Golfo di California e ossa di pappagallo dal Messico Centrale. Semi e granaglie erano preparati con mortai (metates) e pestelli (manos) di pietra. La ceramica apparve poco prima del 300 d.C., con vasi di color bruno privi di ornamenti, usati per conservare, cucinare e come contenitori per resti cremati. I materiali prodotti per uso rituale includevano figure umane e animali di argilla cotta e incensieri.

### Periodo coloniale/preclassico (750-1050/1150 d.C.)
La crescita è la principale caratteristica del periodo coloniale. I villaggi divennero più grandi, con gruppi di case che si aprivano su un cortile comune. Vi è qualche traccia di stratificazione sociale nelle case più grandi e nei corredi funerari più ricercati. L'area abitata ed i sistemi di canalizzazione si espansero ed iniziò la produzione di tabacco e agave. Contemporaneamente, si accrebbe l'influenza dei popoli messicani. Nelle comunità più grandi, furono costruiti i primi campi da pallone hohokam, che servirono da punti di riferimento per giochi e cerimonie. Le terrecotte furono abbellite con l'aggiunta di un ingobbio con tinta ferrosa, che produceva caratteristici pezzi rossi su un fondo giallo-bruno (red-on-buff).
Periodo sedentario/Fase di Sacaton (950-1050/1150 d.C.): 
Durante questo periodo un ulteriore aumento della popolazione portò significativi cambiamenti. I canali e le strutture di irrigazione divennero più grandi e richiesero più manutenzione. Altri terreni furono resi coltivabili e fu introdotta anche la coltivazione dell'amaranto. Lo stile delle abitazioni si evolse verso case a fossa (pithouses) rinforzate con pali, coperte di adobe di caliche. Villaggi simili a rancherias si svilupparono intorno a cortili comuni, con tracce di un'accresciuta attività comunitaria. Grandi forni comuni venivano usati per cuocere il pane e le carni.
Le arti divennero assai più raffinate. Verso il 1000 d.C., gli Hohokam sono considerati la prima cultura a padroneggiare l'acquaforte ad acido. Gli artigiani producevano gioielli da conchiglie, pietra e ossa e cominciavano ad intagliare figure di pietra. Fiorì la tessitura del cotone. Le terrecotte rosse su fondo giallo-bruno conobbero un'ampia produzione.
Questa crescita complessiva determinò il bisogno di un accresciuto livello di organizzazione e, forse, di autorità. La cultura regionale si diffuse ampiamente, estendendosi da vicino alla frontiera messicana fino al fiume Verde a nord. Sembra che gli artigiani entrino a far parte di una classe di élite ed innalzino la loro condizione sociale. Appaiono tumuli su piattaforme, simili a quelli nel Messico centrale, che potrebbero essere associati ad una classe superiore ed avere una qualche funzione religiosa. I prodotti di scambio provenienti dalla zona centrale del Messico comprendevano campane di rame, mosaici, specchi di pietra e uccelli assai vistosi come le are.

### Periodo classico (1050/1150-1450 d.C.)
Questo può essere generalmente considerato un periodo sia di grande espansione che di radicale cambiamento. La comunità di Snaketown, un tempo luogo centrale di questa cultura, fu improvvisamente abbandonata: sembra inoltre che parti di questo grande villaggio siano state bruciate, dopodiché esso non fu mai più rioccupato. Questo periodo vide anche la costruzione di grandi e prestigiose strutture nel bacino del Salt-Gila. Tra di esse spiccavano vasti complessi rettangolari con le mura di adobe e Grandi Case, come l'esemplare trovato presso il Casa Grande Ruins National Monument. Inoltre, vi è chiaramente una minore evidenza dell'influenza della cultura hohokam in un contesto più vasto,
- Fase di Santan (1050-1150 d.C.)

Questa fase fu proposta inizialmente come parte dello schema gladwiniano, ma recentemente ha perso credito presso molti archeologi hohokam. La ragione primaria per questa visione è che la tipologia degli oggetti giallo-bruni hohokam, un tempo classificata come rosso su giallo-bruno di Santan, è ora catalogata come una forma tarda di rosso su giallo-bruno di Sacaton o Casa Grande. L'ampia gamma delle forme dei vasi utilizzata per le ceramiche decorate fu scartata in favore di vasi globulari con colli, mentre nel complesso vi fu una significativa diminuzione della produzione e dell'uso di pezzi giallo-bruni hohokam. Vi anche un radicale declino dell'approvvigionamento e del commercio di conchiglie grezze dal Messico settentrionale e della loro lavorazione in gioielli. Un altro aspetto di questa fase fu la transizione dalle case a fossa (pithouses) alle camere a fossa (pitrooms) e l'introduzione delle spirali sferiche a fuso, simili ad esempi usati nel Messico settentrionale.
- Fase di Soho (1050/1150-1300 d.C.)

Il tipo di ceramica sintomatico per questa fase era il Casa Grande Red-on-buff (rosso su giallo-bruno di Casa Grande). Questi articoli giallo-bruni hohokam erano caratterizzato esclusivamenti da vasi con colli, decorati con una limitata varietà di motivi geometrici e testuali. Questo tipo di ceramiche sembra sia stato fabbricato in varie località situate nel bacino del Gila River tra Florence e Sacaton, in Arizona. In generale, questa fase presenta una notevole retrocessione culturale in termini di territorio e due significativi episodi di riorganizzazione. La prima riorganizzazione ebbe luogo intorno al 1150 d.C. e fu caratterizzata da un modesto incremento della popolazione e dalla quasi universale adozione dell'architettura della camera a fossa. Queste prime camere a fossa erano costruite con materiale deperibile coperto con uno spesso strato di intonaco di adobe, mentre la porzione basale delle mura interne erano spesso rivestite di lastre verticali. Simili ai villaggi del Periodo preclassico, queste prime strutture abitative del Periodo classico erano raggruppate intorno a cortili aperti. Questi gruppi di cortili erano poi a loro volta raggruppati intorno ad un grande luogo centrale, che spesso (specie nei villaggi più grandi) comprendeva piccoli tumuli a piattaforma. Questi ultimi erano rettangolari, fronteggiati da mura di adobe rinforzate da pali, ed erano riempiti o con suolo sterile o con rifiuti provenienti da tumuli di immondizia preclassici. Sembra che il numero di insediamenti di piccole e medie dimensioni sia diminuito via via che le comunità più grandi diventavano sempre più densamente popolate.
- Fase di Civano (1300-1350/1375 d.C.)

Anche se il Red-on-buff di Casa Grande continuò ad essere prodotto, il tipo di ceramica che caratterizzò questa fase fu il policromo di Salado, in primo luogo il policromo di Gila. Questo tipo di ceramica era o prodotto localmente o procurato come merce di scambio. Questa fase vide anche l'introduzione del comal, simile ad esempi ritrovati nel Messico settentrionale, e la produzione di vasi con effigi a forma di uccello. Esempi di manufatti in pietra esotica e conchiglia associati ad individui di alto rango, quali tappi per il naso, ciondoli, orecchini, braccialetti, collane e sofisticati intarsi in conchiglia, indicano che il disegno e la fabbricazione di gioielli raggiunse il suo apice durante questa fase. Altri importanti sviluppi furono il significativo aumento dell'approvvigionamento e della fabbricazione di porcellane rosse, e l'uso quasi universale della sepoltura ad inumazione nell'area a nord del Gila River, entrambi simili alle pratiche ed alle tradizioni utilizzate dagli O'odham storici.
Immediatamente dopo il 1300 d.C., i villaggi hohokam furono riorganizzati secondo le modalità sperimentate nel Verde Inferiore, nel Tonto Basin e nel Bacino di Safford, nel XIII secolo. Queste zone recintate erano composte da un grande muro esterno rettangolare che cingeva o completamente o più tipicamente parzialmente una serie di cortili e piazze contigui delineati da muri interni di separazione. A sua volta ciascun cortile poteva contenere da uno a quattro grandi camere a fossa rettangolari con i muri di adobe, eventualmente associate a varie strutture di servizio. Nel complesso queste comunità erano caratterizzate da gruppi relativamente compatti di tra 5 e 25 zone recintate con i muri di adobe, che tendevano ad essere raggruppate intorno ad un'unica zona recintata molto grande e ben costruita che spesso aveva una qualche forma di struttura comunitaria, come un tumulo a piattaforma o una Grande Casa. Le strutture delle Grandi Case, come quella preservata presso il Casa Grande Ruins National Monument, erano costruite soltanto presso le comunità più grandi. Questi edifici di pietra o di adobe avevano fino a quattro piani, ed erano probabilmente usati dalle élite dirigenziali o religiose. Può anche darsi che siano state costruite per allinearsi alle osservazioni astronomiche. In questo periodo sembra che il commercio con il Messico sia diminuito, ma un accresciuto numero di beni di scambio arrivò dai popoli Pueblo nel nord e nell'est.
Fra il 1350 ed il 1375 d.C., la tradizione hohokam perde vitalità, stabilità, e molti dei maggiori insediamenti furono abbandonati. Sembra che il rapido cambiamento delle condizioni climatiche abbia avuto un impatto sostanziale sulla base agricola hohokam ed abbia conseguentemente impedito la coesione delle loro grandi comunità. Ripetute inondazioni a metà del XIV secolo ridussero significativamente il letto del Salt River distruggendo contemporaneamente la parte superiore dei canali, il che richiese la loro continua estensione a monte. Ben presto però ulteriori inondazioni eliminarono segmenti insostituibili di queste estensioni, il che rese effettivamente centinaia di miglia di canali virtualmente inutilizzabili. A causa della loroidrologia e geomorfologia, questi processi ebbero un minor impatto sui sistemi di irrigazioni usati dagli Hohokam nel bacino del Gila River, ma anche questi alla fine furono abbandonati.
- Fase di Polvoron (1350/1375-1450 d.C.)

Questa fase è caratterizzata dall'uso e dalla fabbricazione diffusa del policromo di Salado (Salado Polychrome), con policromi sia del Gila che del Tonto. Dopo il 1375 d.C., gli Hohokam abbandonarono i villaggi ed i sistemi di canali dentro il bacino inferiore del Salt River. Quest'area continuò ad essere occupata, sebbene su scala di gran lunga minore. Intanto, i pochissimi villaggi che rimanevano erano alquanto piccoli, concentrati lungo il Gila River, con la notevole eccezione del bacino idrografico inferiore del Queen Creek drainage. Concettualmente, questo episodio è estremamente rilevante e di grande importanza storica, in quanto rappresenta l'immediata conseguenza del crollo culturale hohokam ed in parte segnala uno stadio critico nell'etnogenesi dei moderni O'odham.

## Suddivisioni culturali
Le etichette culturali come Hohokam, Antichi Pueblo (Anasazi), Mogollon o Patayan sono usate dagli archeologi per definire le differenze culturali tra popoli preistorici. È importante notare che i nomi e le suddivisioni tra culture sono decisi da individui separati sia dal tempo che dallo spazio. Questo significa che le suddivisioni culturali sono per natura arbitrarie e si basano soltanto sui dati disponibili al momento dell'analisi e della pubblicazione. Sono soggette a cambiamento, non solo sulla base di nuove informazioni e scoperte, ma anche per il fatto che gli atteggiamenti e le prospettive cambiano all'interno della stessa comunità scientifica. Non si può quindi presumere che una suddivisione archeologica corrisponda ad un particolare gruppo linguistico o ad una entità politica come una tribù.
Quando si fa uso delle moderne suddivisioni culturali nel sud-ovest, è importante comprendere tre specifiche limitazioni nelle attuali convenzioni:
- La ricerca archeologica si focalizza sui resti fisici, gli oggetti lasciati durante le attività delle persone. Gli scienziati sono in grado di esaminare frammenti di vasi di ceramica, resti umani, utensili di pietra o testimonianze rimaste dalla costruzione di edifici. Tuttavia, molti altri aspetti della cultura dei popoli primitivi non sono tangibili. Le lingue parlate da questi popoli e le loro credenze ed il loro comportamento sono difficili da decifrare a partire dai materiali fisici. Le suddivisioni culturali sono strumenti dello scienziato moderno, e perciò non dovrebbero essere considerate simili alle suddivisioni o alle relazioni che gli antichi abitanti potrebbero aver riconosciuto. Le culture moderne di questa regione, molte delle quali rivendicano come antenati alcuni di questi popoli, presentano un'impressionante gamma di diversità negli stili di vita, nella lingue e nelle credenze religiose. Questo indica che anche i popoli antichi erano più diversi di quanto i loro resti materiali possano suggerire.
- Il termine moderno "stile" ha un'influenza sul modo in cui oggetti materiali come le ceramiche e l'architettura possono essere interpretati. All'interno di un popolo, modi diversi di raggiungere lo stesso obiettivo possono essere adottati da sottoinsiemi del gruppo più vasto. Ad esempio, nelle moderne culture occidentali, ci sono stili alternativi di abbigliamento che caratterizzano le generazioni più vecchie e quelle più giovani. Alcune differenze culturali possono essere basate su tradizioni dirette, sull'insegnamento da una generazione o "scuola" all'altra. Le varietà di stile possono definire gruppi arbitrari all'interno di una cultura, identificando forse lo status sociale, il genere, il clan o l'affiliazione alla corporazione, la credenza religiosa o le alleanze culturali. Le variazioni possono anche riflettere semplicemente le diverse risorse disponibili in un dato periodo o area.
- Designare gruppi culturali, quali gli Hohokam, tende a creare un'immagine di territori dei gruppi separati da confini chiaramente definiti, come moderni stati nazioni. Questi però semplicemente non esistevano. I popoli preistorici commerciavano, praticavano il culto e collaboravano il più delle volte con altri gruppi vicini. Le differenze culturali dovrebbero perciò essere intese come "clinali", "che aumentano gradualmente quando anche la distanza che separa i gruppi aumenta." (Plog, p. 72.) Gli allontanamenti dal modello atteso possono avvenire a causa di situazioni sociali o politiche non identificabili o a causa di barriere geografiche. Nel sudovest, le catene montuose, i fiumi e, nel modo più ovvio, il Grand Canyon possono essere barriere geografiche significative per le comunità umane, rilucendo probabilmente la frequenza di contatto con altri gruppi. L'opinione attuale ritiene che la più stretta somiglianza culturale tra i Mogollon e gli Anasazi e le loro più grandi differenze rispetto alla cultura hohokam culture siano dovute sia alla geografia che alla varietà delle zone climatiche del sudovest.

## Principali villaggi all'interno dell'area centrale hohokam
La vera misura degli Hohokam può essere ricavata solo dal complesso della loro cultura materiale. Naturalmente, questa è illustrata meglio da una rassegna dei loro principali centri abitati o, più appropriatamente, dei loro maggiori villaggi. Pur condividendo una comune espressione culturale, ciascuno di questi villaggi ha una sua storia peculiare di nascita, crescita ed abbandono finale. Oltre a principi generali di esplorazione archeologica, di seguito sono fornite brevi descrizioni dei più grandi ed importanti villaggi preistorici ritrovati nella cosiddetta area centrale hohokam.
- Snaketown

Snaketown fu l'insediamento archetipico del periodo preclassico e la comunità preminente concentrata all'interno del nucleo dell'area culturale hohokam. Oggi Snaketown è situata all'interno del Hohokam Pima National Monument, ubicato vicino a Santan (Arizona), che fu istituito dal Congresso il 21 ottobre 1972. Gli scavi condotti negli anni trenta e ancora negli anni sessanta rivelarono che il sito fu abitato dal 300 a.C. al 1050 d.C. Al suo culmine all'inizio dell'XI secolo, Snaketown fu al tempo stesso il centro della cultura hohokam e della produzione delle caratteristiche ceramiche hohokam giallo-brune (Hohokam Buff Ware). In seguito agli ultimi scavi condotti da Emil Haury, il sito fu completamente ricoperto di terra, non lasciando nulla di visibile sopra il terreno.
Nell'insieme, Snaketown vantava due campi da pallone, numerosi tumuli di rifiuti, un piccolo tumulo cerimoniale, una grande piazza centrale, parecchie grandi case della comunità, centinaia di case a fossa residenziali e può essere stata la residenza di parecchie migliaia di persone. Dopo l'abbandono di Snaketown, nelle immediate vicinanze furono fondati numerosi insediamenti minori che continuarono ad essere occupati fino all'inizio del XIV secolo d.C. Attualmente, lo Hohokam Pima National Monument è localizzato sulla terra della Comunità Indiana del Gila River (Gila River Indian Community, GRIC) ed è di proprietà tribale. Copre quasi 1.700 acri (6,9 km²) e la GRIC ha deciso di non aprire al pubblico questo sito preistorico di grande delicatezza.
- Grewe-Casa Grande

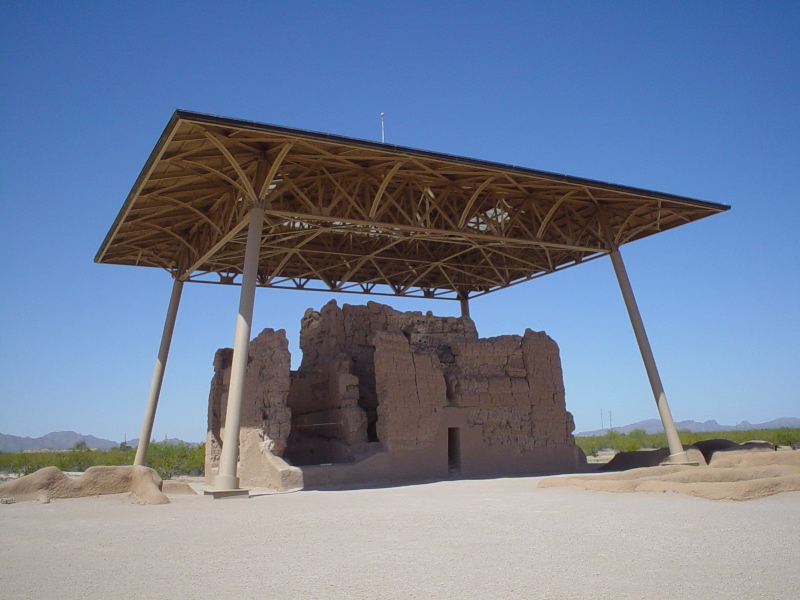
Il tetto dall'aspetto distintamente moderno che fu costruito nel 1932, per proteggere la Grande Casa o Casa Grande, presso il Casa Grande Ruins National Monument.

Complessivamente, il sito maggiore Grewe-Casa Grande rappresentava la più grande comunità hohokam ubicata all'interno della valle mediana del Gila River. Situata fra due canali primari (sul Canale Casa Grande a nord e sul Canale Coolidge a sud), con il tempo questa comunità fu registrata come composta da vari siti archeologici distinti. Questi ultimi comprendono i siti di Casa Grande, Grewe, Vahki Inn Village e Horvath. Occupati nel periodo preclassico e classico, ciascuno di questi siti conteneva da 2 a 20 grandi aree residenziali. Nell'insieme, il sito maggiore Grewe-Casa Grande Archaeological copriva approssimativamente 900 acri (3,6 km²) concentrati sulla State Route 87 ed immediatamente a nord della moderna città di Coolidge (Arizona).
In modo naturale, l'attenzione della maggior parte delle persone è attirata inizialmente dalla Grande Case di quattro piani trovata vicino al centro del Casa Grande Ruins National Monument. La tradizione orale akimel o'odham registra che anteriormente all'arrivo degli Sto'am O'odham, o “Popolo Coyote”, questa massiccia struttura fu costruita da un importante personaggio chiamato Sial Teu-utak Sivan (Guida del Verde Mattino) o “Capo Turchese”. Nella lingua o'odham la Grande Casa e le annesse rovine preistoriche trovate a nord di Coolidge erano menzionate collettivamente come Sivan Vah'Ki, che significano letteralmente “Casa Abbandonata” o “Villaggio del Governatore”, rispettivamente. Come registrò Frank Russell all'inizio del XX secolo, varie tradizioni orali o'odham notano che Sial Teu-utak era un importante capo della comunità di Casa Grande, prima di essere rovesciato dai Suwu'Ki O'odham, o “Popolo Avvoltoio”. Eusebio Francesco Chini (Padre Kino) arrivò nella valle mediana del Gila River nel 1694 trovando la monumentale Grande Casa abbandonata e già in uno stato di decadenza e decomposizione. Malgrado la sua condizione, egli ed i successivi missionari gesuiti ritennero appropriato usare la Grande Casa in rovina per celebrare messa, tra la fine del XVII ed il XVIII secolo.
Adolph Bandelier fornì una delle prime mappe e descrizioni archeologiche dettagliate dell'architettura del periodo classico presso il luogo centrale, o Recinto A (Compound A), del sito di Casa Grande, nel 1884. Jesse Walter Fewkes e Cosmos Mindeleff fecero ulteriori descrizioni di quest'area. Fra il 1906 ed il 1912 Fewkes condusse scavi ed il consolidamento di questa porzione del sito. Nel 1927 Harold Gladwin disseppellì prove stratificate di parecchi tumuli di rifiuti presso i siti sia di Grewe che di Casa Grande. Delimitò e disseppellì anche porzioni di Sacaton 9:6 (GP), un recinto con i muri di adobe situato sul margine estremo del sito di Casa Grande, ad est della State Route 87, vicino all'attuale entrata al Monumento. Scavi su scala relativamente vasta furono eseguiti, tra il 1930 ed il 1931, dalla spedizione Van Bergen-Los Angeles Museum sotto la direzione di Arthur Woodward ed Irwin Hayden. Questo progetto si concentrò su una particella di 30 acri (120.000 m²) presso il sito di Grewe ed il Recinto F (Compound F) collocato all'interno dell'angolo nordorientale del Casa Grande National Monument. Nell'insieme, comprendendo anche il recupero di 172 sepolture e di centinaia di migliaia di manufatti, nel corso di questo progetto furono portate alla luce o esaminate circa 60 case a fossa, numerose fosse, 27 stanze a fossa di adobe ed un campo da pallone.
Scavi aggiuntivi furono svolti nell'angolo sudorientale del Monumento dalla Civil Works Administration diretta da Russell Hastings nel 1933 e nel 1934. Il disseppellimento di 15 case a fossa, di 3 fosse, 32 sepolture e di porzioni di quattro tumuli di rifiuti dimostrava la presenza di componenti significativamente grandi del tardo periodo classico e del primo periodo classico entro l'area coperta dal Monumento. Tuttavia, l'impresa archeologica di gran lunga più grande e completa fu condotta dalla Northland Research Inc., dal 1995 al 1997, su una particella di 13 acri (53.000 m²) all'interno di porzioni dei siti di Casa Grande, Grewe e Horvath che correvano paralleli alla State Route 87 e 287. Questo progetto fu diretto da Douglass Craig e portò all'identificazione e/o al disseppellimento di 247 case a fossa, di 24 stanze a fossa, di 866 fosse, di 11 incolonnamenti per canali, di un campo da pallone e di porzioni di quattro recinti con i muri di adobe; nonché al recupero di 158 sepolture e di oltre 400.000 manufatti.
Basandosi sui risultati di questi progetti, la storia del sito maggiore di Grewe-Casa Grande può essere ricostruita con almeno un certo grado di precisione. Pare che la genesi di questo importante villaggio sia stata associata a vari gruppi di case a fossa organizzati intorno ad una serie di piazze circolari relativamente piccole. Queste ultime sembrano risalire al VI secolo d.C. ed erano localizzate verso la parte alta di un pendio immediatamente a ridosso del sistema del Coolidge Canal. Verso l'VIII secolo d.C., questo paesetto sparpagliato si era espanso di quasi un chilometro a sud e trasformato in un villaggio pienamente sviluppato. A questo punto l'insediamento consisteva di gruppi densamente ammassati ma distinti di case a fossa, raggruppati intorno a piccoli cortili aperti. A loro volta queste strutture delineavano una grande piazza centrale. Adiacente alla piazza vi era un campo da pallone di medie dimensioni, e complessivamente il villaggio era collegato a parecchi insediamenti minori che si estendevano intorno.
Nel X secolo l'insediamento sperimentò la fondazione di almeno due grandi villaggi secondari e di circa una dozzina di nuovi paesetti, ad ovest dell'insediamento principale. Con l'abbandono di Snaketown e la transizione dal periodo preclassico a quello classico la comunità maggiore di Grewe-Casa Grande divenne uno dei più grandi ed importanti centri abitati hohokam. Al suo culmine il villaggio di Grewe-Casa Grande vantava circa 100 tumuli di rifiuti, varie centinaia di case a fossa residenziali e quattro e cinque campi da pallone. Indipendentemente dalla sua dimensione, complessità e significato lungo il medio Gila River, questo insediamento non sembrò mai aver raggiunto lo status goduto da Snaketown, poiché apparteneva alla cultura hohokam, in quanto tale. Mentre la porzione occidentale di questo insediamento crebbe, grandi sezioni della metà orientale caddero in declino e furono abbandonate. Verso il 1300 d.C., il villaggio era composto da circa 19 recinti residenziali con muri di adobe, di vari gruppi di stanze a fossa, di un tumulo a piattaforma, di una grande casa e di numerosi tumuli di rifiuti. Con la maggior parte del villaggio contenuta entro quello che è ora il Casa Grande Ruins National Monument, dopo la metà del XIV secolo esso cominciò un rapido declino. Intorno al 1400 o 1450 d.C. l'intero insediamento era abbandonato, eccetto per un'occupazione su piccola scala associata alla Fase di Polvoron.
Oggi, circa il 60 per cento del sito di Grewe-Casa Grande è stato o distrutto a causa dell'agricoltura e dello sviluppo commerciale, disseppellito, o rimane relativamente intatto sepolto sotto campi usati per la coltivazione del cotone. Approssimativamente il 40 per cento di questo un tempo enorme insediamento si può trovare all'interno del Casa Grande Ruins National Monument, che fu istituito come prima riserva archeologica della nazione nel 1892, e dichiarato Monumento Nazionale nel 1918. I Visitatori possono usufruire di un centro interpretativo, passeggiare tra le rovine consolidate del Compound A, e guardare da vicino la Grande Casa, che è protetta dalle intemperie da un tetto dal caratteristico aspetto moderno, fin dal 1932.
- Pueblo Grande

Il Pueblo Grande Museum and Cultural Park vicino al centro di Phoenix contiene rovine preservate ed esposizioni di manufatti. Ritrovamenti archeologici sono stati rilevati lungo i binari dell'adiacente costruzione della ferrovia leggera della Valley Metro.
- Mesa Grande

Il Mesa Grande Ruin, localizzata a Mesa (Arizona), rappresenta un altro grande villaggio hohokam che fu occupato sia nel periodo preclassico che in quello classico, approssimativamente dal 200 al 1450 d.C. Anche se sembra che questo insediamento sia stato molto importante, esso ha visto pochi lavori archeologici, diversi dai progetti di mappatura e consolidamento condotti dalla Southwest Archaeology Team (SWAT). L'indispensabile lavoro volontario della SWAT presso il Mesa Grande Ruin è iniziato a metà degli anni 1990 e continua ancora oggi.
Al suo apice alla fine del periodo preclassico e all'inizio di quello classico, questo insediamento potrebbe aver ospitato fino a circa venti aree residenziali distinte e aver coperto oltre 100 acri (400.000 m²). Oggi, a causa del massiccio sviluppo urbano i resti di superficie del villaggio si sono ridotti ad una piccola porzione situata immediatamente ad ovest del Mesa Hospital. All'interno di questo lotto vi sono le rovine di un grande recinto in adobe e di un tumulo a piattaforma relativamente intatto alto nove metri. Questo è l'unico degli ultimi tre tumuli a piattaforma hohokam rimasti nell'area metropolitana maggiore di Phoenix. Questa particella fu trasferita al pubblico demanio a metà degli anni 1980, perciò il recinto ed il tumulo non furono distrutti, tuttavia il comune di Mesa deve ancora finanziare alcuni miglioramenti della proprietà, ad eccezione di un nuovo steccato. Ad agosto 2007 questa importante rovina preistorica rimaneva nella lista dell'Arizona Preservation Foundation dei luoghi storici a maggior rischio (Most Endangered Historic Places) a causa dello stato di abbandono.
- Las Colinas
- Los Hornos

Localizzato entro la moderna città di Tempe (Arizona), l'insediamento hohokam di Los Hornos (dallo spagnolo los hornos, letteralmente "i forni") fu indagato inizialmente da Frank Cushing nel 1887. Con l'espansione urbana scavi aggiuntivi furono condotti negli anni 1970, alla fine degli anni 1980 e durante tutti gli anni 1990. I risultati di questi ampi progetti archeologici hanno documentato un grande villaggio sia nel periodo preclassico che classico, organizzato in maniera molto simile rispettivamente a Snaketown e a Pueblo Grande, però su una scala un po' piccola. Pare che Los Hornos abbia avuto origine intorno al 400 d.C., come un piccolo raggruppamento di case a fossa rettangolari situate sull'estremo bordo occidentale del sito, ad ovest di Priest Dr e a sud della US 60.
Nel tempo l'insediamento di Los Hornos si espanse lungo una serie di grandi canali secondari ad est e a sudest. Al culmine dell'occupazione preclassica nella Fase di Sacaton, che era contemporanea all'apogeo di Snaketown, questo insediamento aveva un grande campo da pallone, una grande piazza centrale, vari cimiteri per la cremazione formale, numerosi tumuli di rifiuti e parecchie centinaia di case a fossa residenziali. Lo scavo dettagliato di 50 case a fossa del periodo preclassico nell'area ubicata immediatamente a sud della US 60 e ad est di Priest Dr, fornì informazioni inestimabili riguardo all'architettura residenziale e all'uso funzionale dello spazio interno. Informazioni aggiuntive in merito allo scavo della Archaeological Consulting Services Ltd. di un'occupazione preclassica a Los Hornos si possono trovare al seguente sito:.
Dopo un breve periodo di calo demografico e di riorganizzazione della comunità alla fine dell'XI secolo e all'inizio del XII secolo d.C., Los Hornos continuò a spostarsi ad est e a sud nel periodo classico. Sembra che questo grande villaggio si sia in parte ripreso e sia divenuto di nuovo un importante insediamento alla fine della Fase di Soho o all'inizio di quella di Civano, fra il 1277 ed il 1325 d.C. In questo tempo Los Hornos, ora incentrato su Hardy Dr a sud della US 60 e a nord della Baseline Road, era composto da circa 15 recinti residenziali, da una grande piazza centrale, da un grande tumulo a piattaforma rettangolare con un recinto annesso, vari grandi tumuli di rifiuti, nonché da numerose fosse di prelievo e da cimiteri per inumazione e cremazione.
Anteriormente alla metà del XIV secolo d.C., con l'ascesa di Los Muertos collocato a parecchie miglia a sud e ad est, sembra che la comunità di Los Hornos sia caduta in una spirale di rapido declino. Pur grandemente ridotto di scala e d'importanza, l'insediamento continuò ad esser occupato finché fu effettivamente abbandonato tra il 1400 ed il 1450 d.C. come gran parte del bacino del Salt River inferiore. Oggi gran parte del villaggio di Los Hornos è stato distrutto a causa del moderno sviluppo trasportistico, residenziale e commerciale, o è stato dissepolto. Le sole vestigia in superficie di questo un tempo significativo insediamento hohokam sono i resti dei vari tumuli di rifiuti trovati nel Vecchio Cimitero del Villaggio di Guadalupe.
- Los Muertos